# Lepidochelys
Lepidochelys es un género de tortugas marinas de la familia Cheloniidae. Incluye dos especies. L. kempii está catalogada como en peligro crítico de extinción y L. olivacea como vulnerable.

## Especies
El género comprende dos especies:
- Lepidochelys kempii (Garman, 1880) — Tortuga lora.
- Lepidochelys olivacea (Eschscholtz, 1829) — Tortuga olivácea.